# 磯田順子
磯田 順子（いそだ じゅんこ 1981年3月11日 - ）は、日本の元競泳選手。種目は平泳ぎ。

## 経歴
東京都杉並区出身。杉並区立松溪中学校、東京立正高等学校卒業。
イトマンに在籍中、1995年11月12日、出蔵香、青山綾里、伊藤恵とともに400mメドレーリレーで4分15秒00の中学校記録を作った。1997年に日本選手権水泳競技大会では、100m平泳ぎで1分10秒06で優勝。
中央大学法学部に進学後、1999年の日本短水路競泳選手権では100m平泳ぎで1分08秒76、200m平泳ぎで2分24秒10でともに優勝した。
2000年、シドニーオリンピックに出場したが腰を痛め、100mは棄権、200mは準決勝まで進出し16位となった。
2001年の日本選手権水泳競技大会では、200m平泳ぎで2分27秒12で優勝した。同年の世界水泳選手権の200m平泳ぎ予選で17位、50m平泳ぎでは23位、400mメドレーリレーでは、中村真衣、大西順子、源純夏と出場、5位に終わった。
2002年の日本選手権水泳競技大会の100m平泳ぎでは、1分09秒96で優勝した。2002年アジア競技大会では100m平泳ぎ、200m平泳ぎでともに4位となった。
現役を引退した後、キリンビールに就職し、営業職に就いた。2010年3月に結婚した。

## 家族
姉がおり、元インドアバレーボール及びビーチバレー選手であり自由民主党（第24回参議院議員通常選挙東京選挙区当選者）参議院議員の朝日健太郎と婚姻している。